# Odontomyia virgo
Odontomyia virgo är en tvåvingeart som först beskrevs av Christian Rudolph Wilhelm Wiedemann 1830.  Odontomyia virgo ingår i släktet Odontomyia och familjen vapenflugor. Inga underarter finns listade i Catalogue of Life.